# Publio Decio Mure (console 279 a.C.)
Publio Decio Mure (latino: Publius Decius Mus; ... – 279 a.C.) è stato un politico della Repubblica romano.

## Biografia
Figlio di Publio Decio Mure, console nel 279 a.C., sconfitto nella battaglia di Ascoli di Puglia (Ausculum Apulum) da Pirro, morì sul campo come gli avi immolandosi agli dei. Pirro fu vittorioso ma ad un costo di perdite umane così alto che la sicurezza di Ausculum era comunque garantita. Questa è probabilmente l'origine del termine "vittoria di Pirro".